# إذاعة تيارت
إذاعة تيارت هي إذاعة محلية بولاية تيارت الجزائرية تبث برامجها باللغة العربية على موجة أف أم 94.80. بدأت البث يوم 25 أكتوبر 1998.

## وصلات خارجية
- قائمة الإذاعات المحلية بالجزائر
- الموقع الرسمي لإذاعة تيارت
- شبكة الإذاعات الجهوية

قالب:إذاعات جزائرية
نقانق إبراهيم طويل